# 末広町 (函館市)
末広町（すえひろちょう）は北海道函館市にある町丁。

## 概要
函館山山麓の函館港に最奥部に位置する。同町をはじめとした函館市西部地区は、函館が港湾都市として発展してきたことを端的に表す地域であり、明治時代や大正時代に建設された建造物が数多く残る。1965年（昭和40年）7月1日に住居表示に関する法律に基づいて、末広町、東浜町、船場町の各町大部分、会所町、相生町、恵比須町の一部をもって成立した。町丁名由来は「旧町丁の概要」を参照。
日本初の気象観測所「函館気候測量所（現・函館地方気象台）」が設けられた。
明治40年函館大火（1907年<明治40年>8月25日）の復興案として函館駅を船場町に移転させる案があったものの函館区議会にて僅差で否決され実現しなかった。

### 旧町丁の概要
末広町
旧町名は内澗町（うちまちょう）。1881年（明治14年）7月に基坂から大三坂までに加え地蔵町（じぞうまち）1、2、3丁目を編入した。郊外からきた荷馬をつないだ場所から「馬糞町」ともいわれる。旧町名の町名の内澗町の由来は大森浜や山背泊に対し内澗だから。新町名の末広町は「末広がり」とのめでたい意味。
東浜町
浜町通りに対しての町の位置、つまり東側にあるから命名された。明治2年に堀江町との合併により町域拡大しており、地蔵町交番の通りまで及んでいる。かつては北海道上陸はここからおこなれることから「北海道第一歩の地」とされる。よって基坂下にあった「里程元標」がここに移されたが、のちに函館駅前付近になっている。
船場町
会所町
相生町
恵比須町

## 主な施設
- 道路
  - 国道279号/国道338号 - 青森県下北郡大間町まで海上国道
  - 北海道道675号立待岬函館停車場線
  - 北海道道457号函館漁港線
- 公共交通機関
  - 函館市企業局交通部
    - 十字街停留場
    - 末広町停留場

  - 函館バス
    - 十字街停留所 - 南部坂坂下、函館市地域交流まちづくりセンター前に所在

  - 北海道バス
    - 十字街停留所 - 南部坂坂下、函館市地域交流まちづくりセンター前に所在
- 公共施設
  - 函館市企業局（アクロス十字街内）
  - 函館市地域交流まちづくりセンター
  - 北方民族資料館
- 金融機関
  - 北海道銀行十字街支店
- 商業・娯楽施設
  - コープさっぽろ末広西店
  - 金森赤レンガ倉庫

### かつてあった主な施設
- 公共交通機関
  - 東日本フェリー
    - 末広町岸壁 - 1968年（昭和43年）に開設されたフェリー桟橋[8]。手狭かつ1970年（昭和45年）6月の「函館圏総合開発基本計画」で港勢が（現在の北斗市、旧・上磯町の）七重浜地区や上磯地区へ移ることを見越した結果、1976年（昭和51年）に同市港町に移転した[9]。1993年（平成5年）7月12日北海道南西沖地震で被災し一部が立ち入り禁止。同市のガーデンシティ函館構想に組み込まれ一帯の岸壁も含めて2018年（平成30年）に「函館港末広緑地」として再整備された[10][11]。
- 公共施設
  - 函館気候測量所 - 現・函館地方気象台。1872年（明治5年）8月26日に船場町9番地に設置された日本初の気象観測所[3]。
- 商業・娯楽施設
  - 東宝銀映座 - 東宝直営館[12]。十字街 (函館市)#かつてあった主要施設の項を参照